# Ниссль, Франц
Франц Ниссль (нем. Franz Nissl, 1860—1919) — немецкий невропатолог и психиатр.
Известен своим методом окраски нервных волокон (метод Ниссля), изобретённый им ещё в студенческие годы, и открытой им хромофильной субстанцией в теле и дендритах нейронов (субстанция Ниссля).
Обрел известность изучением мозгового вещества, строения нейронов, изменений глии, элементов крови и кровеносных сосудов. Основная заслуга Ф. Ниссля — соотнесение наблюдаемых фактов строения и морфологических изменений с нервной и психиатрической патологией.
Ввел люмбальную пункцию, изобретённую Квинке, в широкий обиход клиницистов, за что получил прозвище Punctator Maximus.
В конце XIX века был лечащим врачом баварского короля Отто. С 1904 года Франц Ниссль — профессор Гейдельбергского университета и директор кафедры психиатрии. В годы Первой мировой войны был начальником крупного военного госпиталя. С 1918 г. работал в Мюнхене.
Ближайший друг и соавтор Алоиса Альцегеймера.
Франц Ниссль был убежденным холостяком, обладал великолепным чувством юмора и был большим поклонником современной ему музыки.